# Ligonchio
Ligonchio (emilianisch: Algûnc oder Ligûnchi)  ist eine Fraktion der italienischen Gemeinde (comune) Ventasso in der Provinz Reggio Emilia, Region Emilia-Romagna.

## Geografie
Der Ort liegt etwa 57 Kilometer südsüdwestlich von Reggio nell’Emilia im Nationalpark Toskanisch-Emilianischer Apennin auf einer Höhe von 949 m s.l.m. auf der orographisch linken Talseite des Ozola-Tals einem südlichen Seitental des Secchia-Tals. Südöstlich von Ligonchio liegt der Monte Cusna 2121 m s.l.m., nach dem Monte Cimone 2165 m s.l.m. der zweithöchste Berg im nördlichen Apennin. Ligonchio liegt unweit der Grenze zur Provinz Lucca in der Toskana.

## Geschichte
Ligonchio wird in einer Zessionsurkunde der Mathilde von Canossa 1076 erwähnt. Ligonchio war bis 2015 eine eigenständige Gemeinde und schloss sich am 1. Januar 2016 mit den Nachbargemeinden Busana, Collagna und Ramiseto zur neuen Gemeinde Ventasso zusammen. Zum Gemeindegebiet gehörten auch die Ortsteile Caprile, Casalino, Cinquecerri, Montecagno, Ospitaletto, Piolo und Vaglie. Nachbargemeinden waren Busana, Collagna, Sillano (LU) und Villa Minozzo. Die Secchia bildete die nordwestliche Grenze der Gemeinde. Die bis zu ihrer Auflösung höchstgelegene Gemeinde in der Provinz Reggio Emilia gehörte zur Bergemeinschaft Comunità montana dell’Appennino Reggiano.

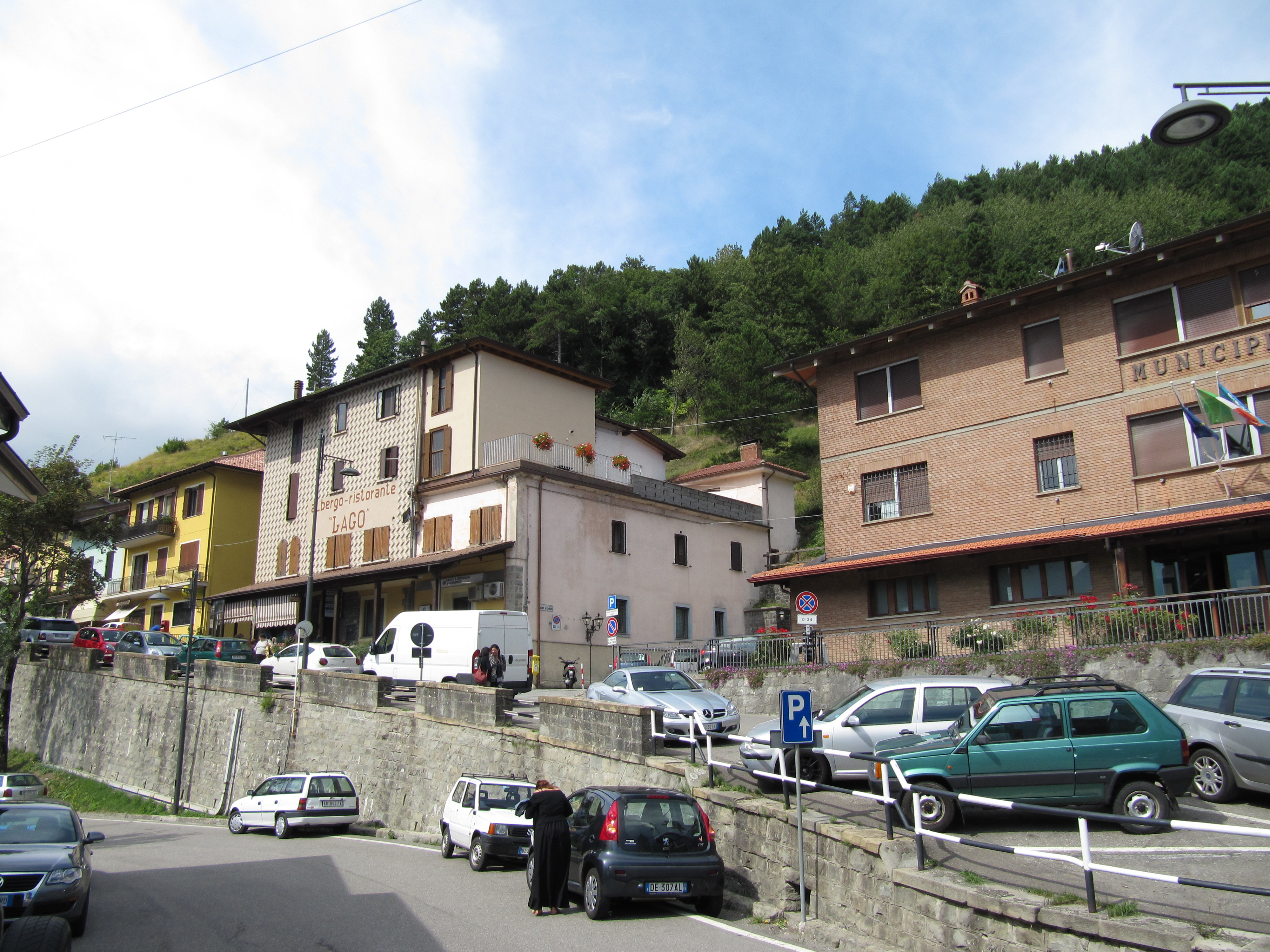
Ortszentrum mit ehemaligen Rathaus
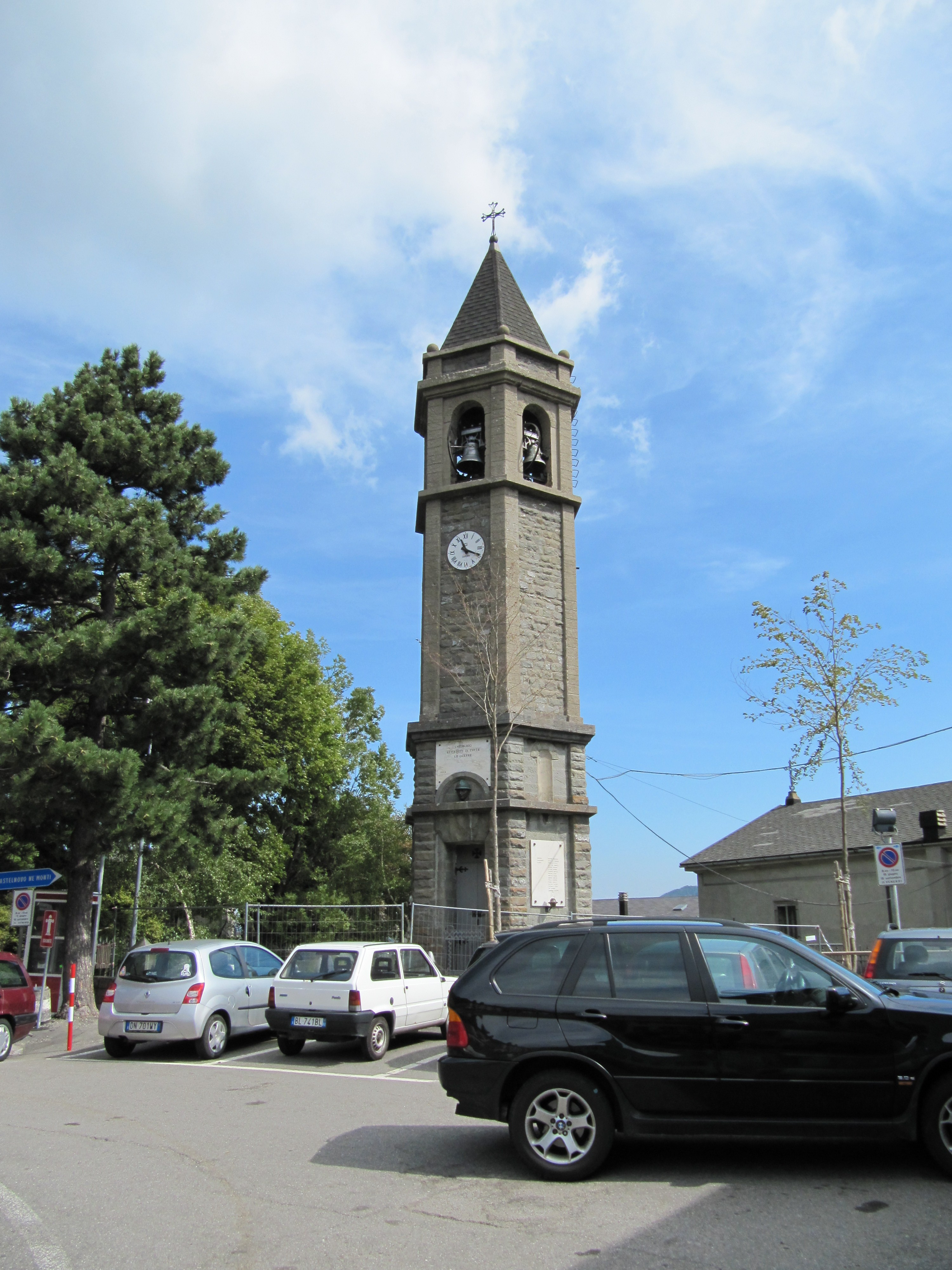
Campanile
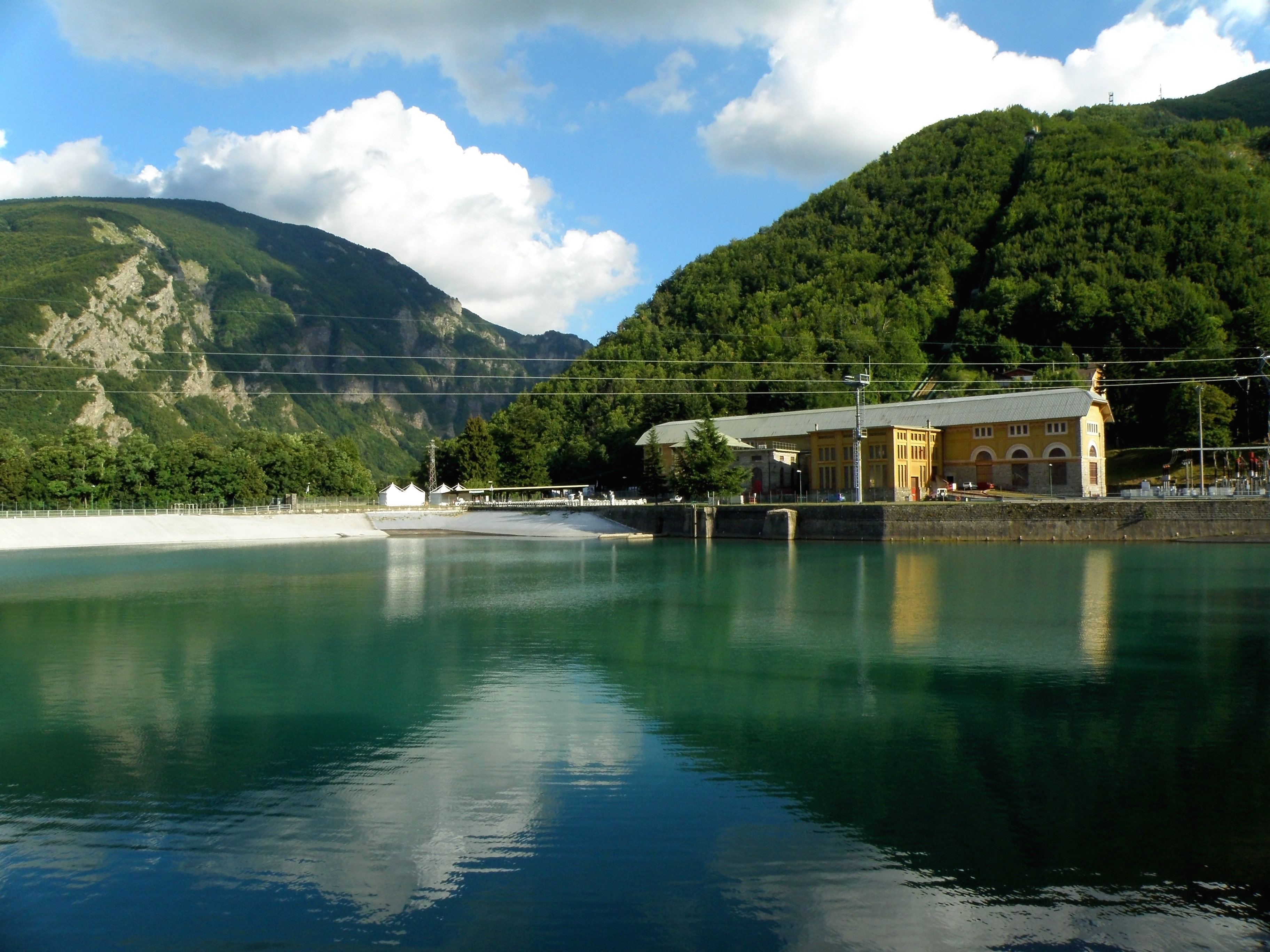
Stausee und Wasserkraftwerk Ligonchio

## Persönlichkeiten
- Giacomo Notari (1927–2024), Partisan und Bürgermeister Ligonchios 1970 bis 1983[3]
- Iva Zanicchi (* 1940), Sängerin, Fernsehmoderatorin, Autorin und Schauspielerin